# Stadion Miejski im. Edwarda Hodury w Sopocie
Stadion Miejski im. Edwarda Hodury – stadion do rugby w Sopocie, w Polsce. Obiekt może pomieścić 3000 widzów. Swoje spotkania rozgrywają na nim rugbiści klubu Ogniwo Sopot, wielokrotni mistrzowie kraju.
W lipcu 2002 roku stadionowi nadano imię Edwarda Hodury, zasłużonego trenera rugbistów Ogniwa Sopot. Z tej okazji przed wejściem na stadion zamieszczono tablicę pamiątkową. W 2011 roku tablica ta została skradziona. Szybko udało się ją odnaleźć, jednak była już cała połamana. Jeszcze tego samego roku postawiono przed stadionem nowy obelisk upamiętniający Edwarda Hodurę.